# Thermocyclops uenoi
Thermocyclops uenoi – gatunek widłonoga z rodziny Cyclopidae. Nazwa naukowa tego gatunku skorupiaków została opublikowana w 1952 roku przez japońskiego biologa Takashiego Ito.